# Tierno Monénembo

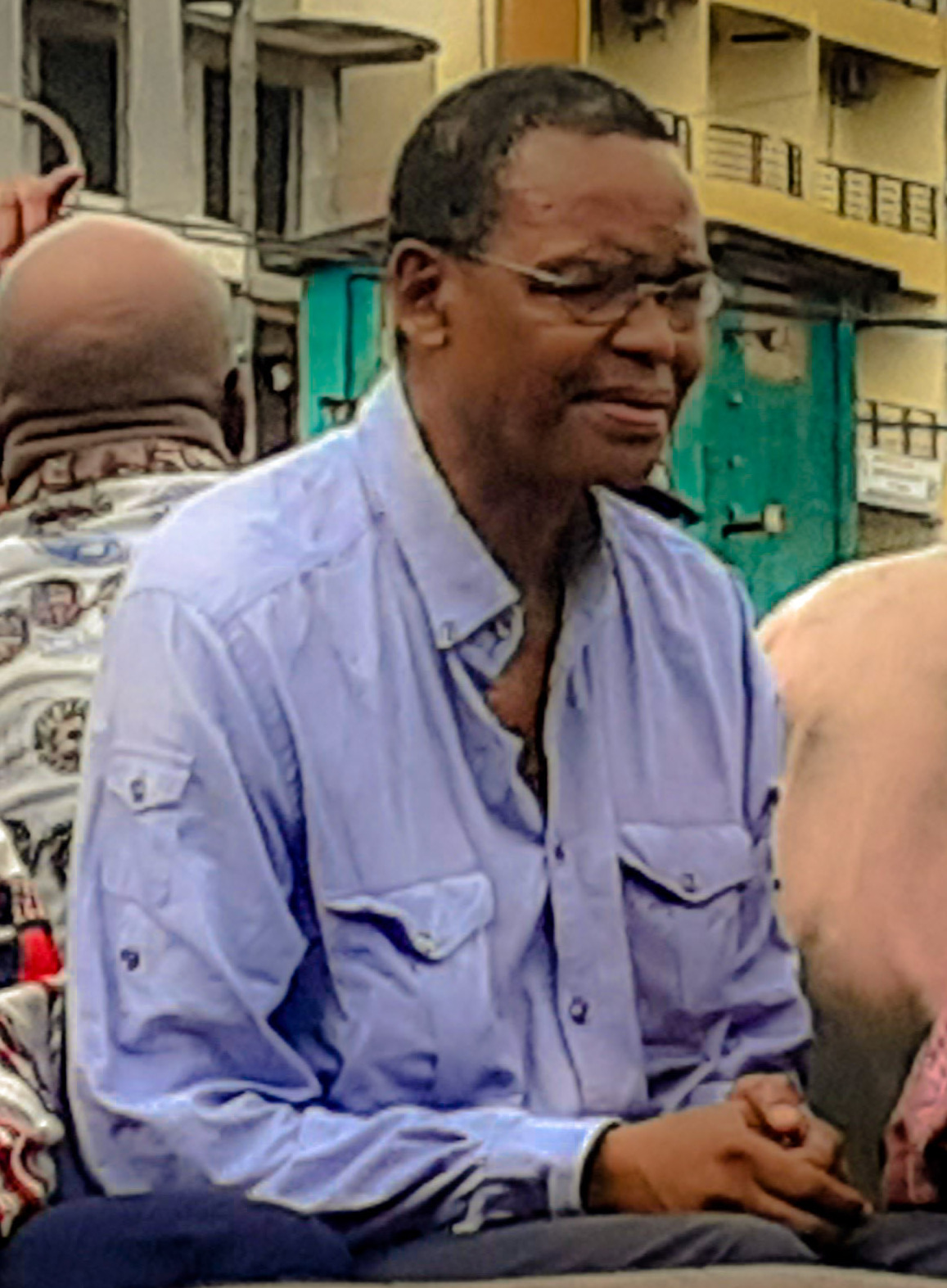
Tierno Monénembo (2019)

Tierno Monénembo (* 1947 in Guinea) ist ein guineischer Schriftsteller, der in Frankreich lebt.
Tierno Monénembo floh 1969 vor Ahmed Sékou Tourés Regime in den Senegal. Danach studierte er in der Elfenbeinküste. 1973 emigrierte er nach Frankreich und erhielt dort die französische Staatsangehörigkeit.

## Rezeption
Der erste Roman, der von dem Autor auch ins Deutsche übersetzt worden ist, war der 1993 geschriebene "Zahltag in Abidjan". Hier thematisiert Monénembo das studentische Leben in der Hauptstadt der Elfenbeinküste am Anfang der 70er Jahre, besser gesagt, die Exilsituation der guineischen Studenten, die sich aufgrund der extremen politischen Situation von ihrem Heimatland losgesagt haben und der pulsierenden Metropole – zwischen Einheimischen, Wanderarbeitern aus Burkina Faso, nigerianischen Händlern und Handwerksleuten aus Mali – entwurzelt gegenüberstehen.

## Ehrungen
- 2008 Prix Renaudot für den Roman Le roi de Kahel.

## Werke (Auswahl)
Romane
- Cinema. Roman („Cinéma“). Peter Hammer Verlag, Wuppertal 1999 ISBN 3-87294-832-6
- Le roi de Kahel. Points, Paris 2009 ISBN 978-2-7578-1461-1
- Zahltag in Abidjan. Roman (Un attiéké pour Elgass). Hammer, Wuppertal 1996 ISBN 3-87294-642-0
- Gott schütze sie! in: Gudrun Honke (Hrsg.): Die Mondfrau. 23 neue Erzählungen aus dem frankophonen Schwarzafrika. Übers. Sigrid Groß. Hammer, Wuppertal 1998 ISBN 3872948059 (zuerst: Paris 1990; mit Kurzbiografie)

Theaterstücke
- La tribu des gonzesses. Théâtre. Cauris, Paris 2006 ISBN 2-912525-89-6